# Gradets
Gradets (Bulgaars: Градец) is een dorp in Bulgarije. Het dorp is gelegen in de gemeente Kotel, oblast  Sliven en telde in 2021 bijna 3.000 inwoners. Gradets is hiermee het grootste dorp in oblast Sliven en een van de grotere dorpen in Bulgarije.

## Geografie
Gradets ligt in het oostelijke deel van het Balkangebergte. Dichtbijgelegen nederzettingen zijn de stad Kotel en de dorpen Medven, Zjeravna, Katoenisjte, Nejkovo en Itsjera.

## Bevolking

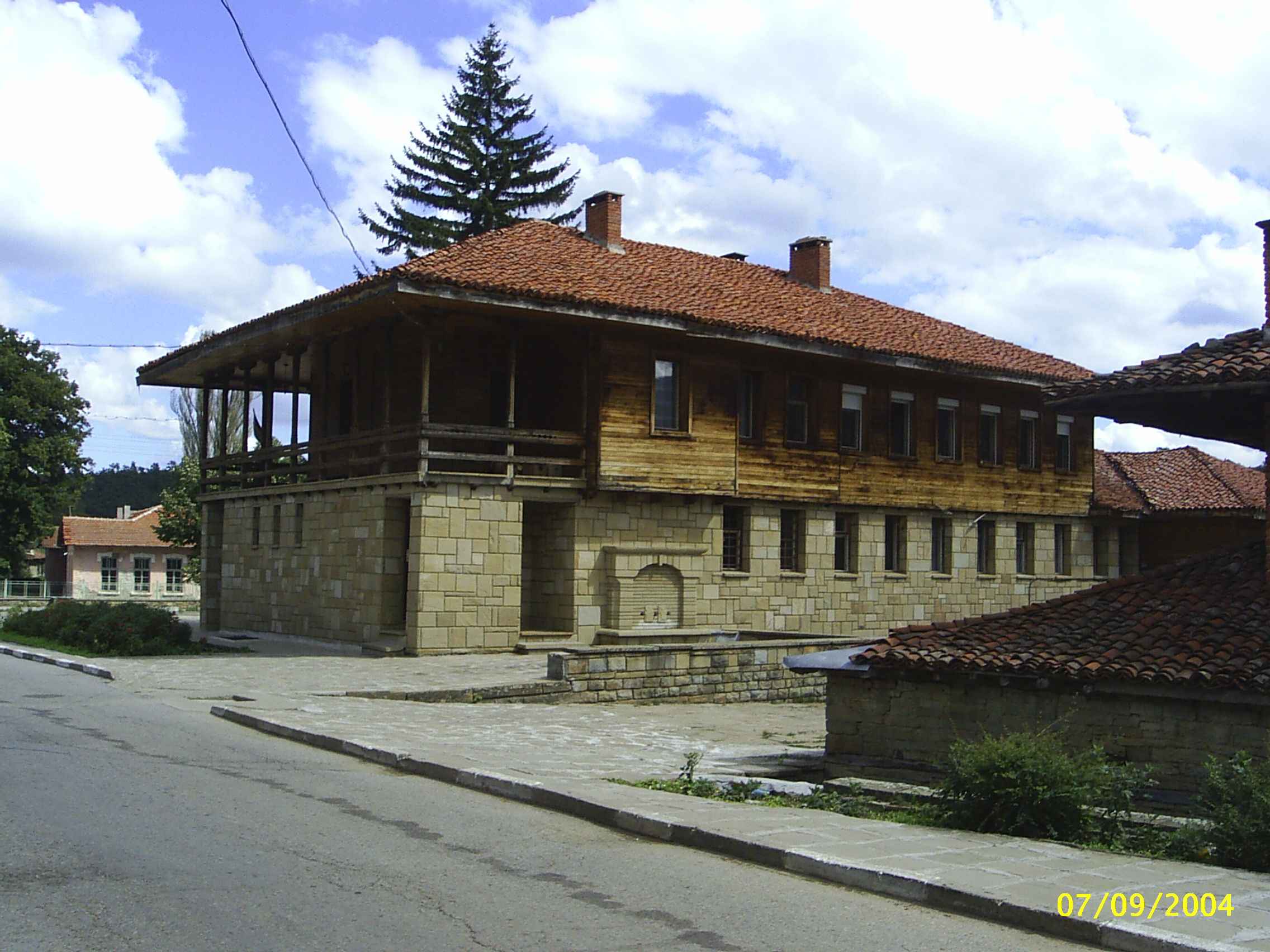
Het burgemeestershuis van Gradets

Tijdens de achttiende volkstelling van Bulgarije, gehouden op 7 september 2021, telde het dorp Gradets 2.950 inwoners. Dit waren 807 inwoners minder (-21,5%) dan 3.759 inwoners bij de volkstelling van 1 februari 2011. De gemiddelde jaarlijkse groei komt hiermee uit op -2,3%, hetgeen lager is dan het landelijke gemiddelde over deze periode (-1,14%). Desalniettemin blijft Gradets een van de grotere dorpen in Bulgarije. In 2021 zijn er tientallen nederzettingen met een stadsstatus in Bulgarije, waar minder mensen wonen dan in Gradets.
| Aantal inwoners | 2.458 | 2.797 | 2.351 | 2.649 | 2.849 | 3.130 | 3.238 | 3.932 | 3.759 | 2.950 |

Het dorp Gradets heeft een jonge bevolking. In 2021 was 31,9% van de bevolking jonger dan 15, terwijl 10,5% 65 jaar of ouder was.
|                    | 2011 | %      | 2021 | %      |
| ------------------ | ---- | ------ | ---- | ------ |
| Bevolking (totaal) | 617  | 100,0% | 2950 | 100,0% |
|                    |      |        |      |        |
| 0-14               | 1106 | 29,4%  | 942  | 31,9%  |
| 15-64              | 2356 | 62,7%  | 1696 | 57,6%  |
| 65+                | 297  | 7,9%   | 310  | 10,5%  |

### Bevolkingssamenstelling
Volgens de volkstelling van 1 februari 2011 vormen Roma meer dan 80% van de bevolking van het dorp. Het dorp Gradets is hiermee de grootste nederzettingen met een Romani-meerderheid. In het verleden was dit echter anders: begin twintigste eeuw leefden er minder dan 20 Roma-huishoudens in het dorp. Het is niet zeker wanneer, waarom en hoe de Roma zich massaal in het dorp vestigden, maar vooral in de jaren vijftig van de twintigste eeuw nam het aantal Roma drastisch toe. Ondanks het overgrote aantal Roma heeft het straatbeeld van Gradets een Bulgaars karakter en de typische Renaissance-sfeer is goed behouden. Tientallen Bulgaarse families uit steden zoals Sliven, Jambol, Boergas en Sofia hebben zomerhuisjes en villa's in het dorp. Etnische Bulgaren vormden in 2011 slechts 18,9% van de totale bevolking.

### Religie
De bevolking, inclusief de Roma-bevolking, is grotendeels lid van de Bulgaars-Orthodoxe Kerk. Sinds het midden van de jaren negentig zijn evangelische kerken ook populair in Gradets. Er zijn een aantal missionarissen van de WCRC actief in het dorp.

## Economie
Tijdens het communistische regime werkten de inwoners uit het dorp voornamelijk in een lokale agro-industriële complex, evenals in kleine industriële werkplaatsen. De vrouwelijke bevolking werkte vooral in een tapijtwerkplaats, waar unieke keteltapijten werden geproduceerd.
Tegenwoordig zijn deze organisaties gesloten en is de beroepsbevolking vooral werkzaam in de kalksteensteenwinning. De Roma-bevolking houdt zich bezig met het plukken van kruiden en paddenstoelen, evenals met houtkap. Verder houden de meeste inwoners dieren in hun achtertuin voor het vlees, de melk en de eieren, zoals varkens, geiten, schapen, koeien en verschillende soorten pluimvee. Ook hebben veel mensen moestuinen waar ze gewassen zoals tomaten, bonen, aardappelen, paprika’s, courgettes en aubergines kweken.